# Національний конгрес Гондурасу
Національний конгрес (ісп. Congreso Nacional) — однопалатний парламент Гондурасу, найвищий законодавчий орган країни. 128 депутатів конгресу пропорційно представляють департаменти країни і обираються шляхом загального і прямого голосування на чотири роки. Пленарні сесії Конгресу починаються щорічно 25 січня і закривається 31 жовтня. Місце засідання Конгресу розташоване у столиці країни — місті Тегусігальпа.

## Робота Конгресу
Згідно з Конституцією Гондурасу до основних функцій Національного Конгресу належать:
- створення, прийняття, зміна, скасування та інтерпретація законів країни
- організація самоврядування Конгресу і власні правила
- скликання, призупинення і закриття пленарних засідань
- оголошення виборів президента
- призначення голови і членів Конгресу
- обрання 15 суддів Верховного суду на семирічний термін